# Сидур
Сидур (хебр. סידור), на јеврејском значи поредак и представља јеврејски молитвеник. Овакви молитвеници садрже свакодневне службе, службе за празнике и Шабат, као и благослове. Поред наведеног садржи и делове Библије, Песму над песмама, Псалме, мудре изреке. Постоје ашкенаске, сефардске и јеменске верзије и у њима је уочљива различитост локалних обичаја.